# Зенкування

А — свердління; В — розточування; С — розвірчування; D — зенкерування; E, F — цекування (торцеве зенкування); G — зенкування; H — нарізання різі

Зенкува́ння — (від нім. Senken — проходити, поглиблювати (шахту)) — вид механічної обробки різанням, який використовують для створення конічних заглиблень (фасок) у отворах під конічні головки потайних гвинтів, при нарізанні різьби, для притуплення гострих кромок тощо. Для зенкування використовують спеціальний інструмент — зенківки або свердла великого діаметра, загостреними під потрібним кутом.